# Río Sacramento (México)
El río Sacramento es un corto río de México, el principal afluente del río Chuvíscar, que discurre íntegramente por el estado de Chihuahua.
Nace en la Sierra de Majalca, al noroeste de la ciudad, va en dirección este, desciende rápidamente y llega al valle en donde después de pasar por la localidad de Sacramento tuerce hacia el sur corriendo paralelo a la Sierra de Nombre de Dios, entra a la ciudad de Chihuahua y en ella recoge el agua de diversos arroyos que vienen desde la urbe; la planta tratadora de aguas vierte éstas ya previamente tratadas al río, lo que hace que en el punto donde se une al Chuvíscar siempre lleve agua.
En su ribera se pueden encontrar diferentes tipos de pinos, encinos, álamos, etc, en verano son peligrosas sus repentinas crecidas pues han provocado la muerte de varias personas; el río en su desembocadura tiene una altitud de 1.395 m s. n. m.

## Historia
En 1847, un Ejército Mexicano fue derrotado a lo largo del río por el Ejército de los Estados Unidos durante la Intervención estadounidense en México, El compromiso es conocido como el Batalla de Sacramento.
- Datos: Q7397017
- Multimedia: Río Sacramento / Q7397017